# Salles (Gironde)
Salles is een gemeente in het Franse departement Gironde (regio Nouvelle-Aquitaine). De plaats maakt deel uit van het arrondissement Arcachon. Salles telde op 1 januari 2022 8.128 inwoners.

## Geografie
De oppervlakte van Salles bedroeg op 1 januari 2022 137,98 vierkante kilometer; de bevolkingsdichtheid was toen 58,9 inwoners per km².

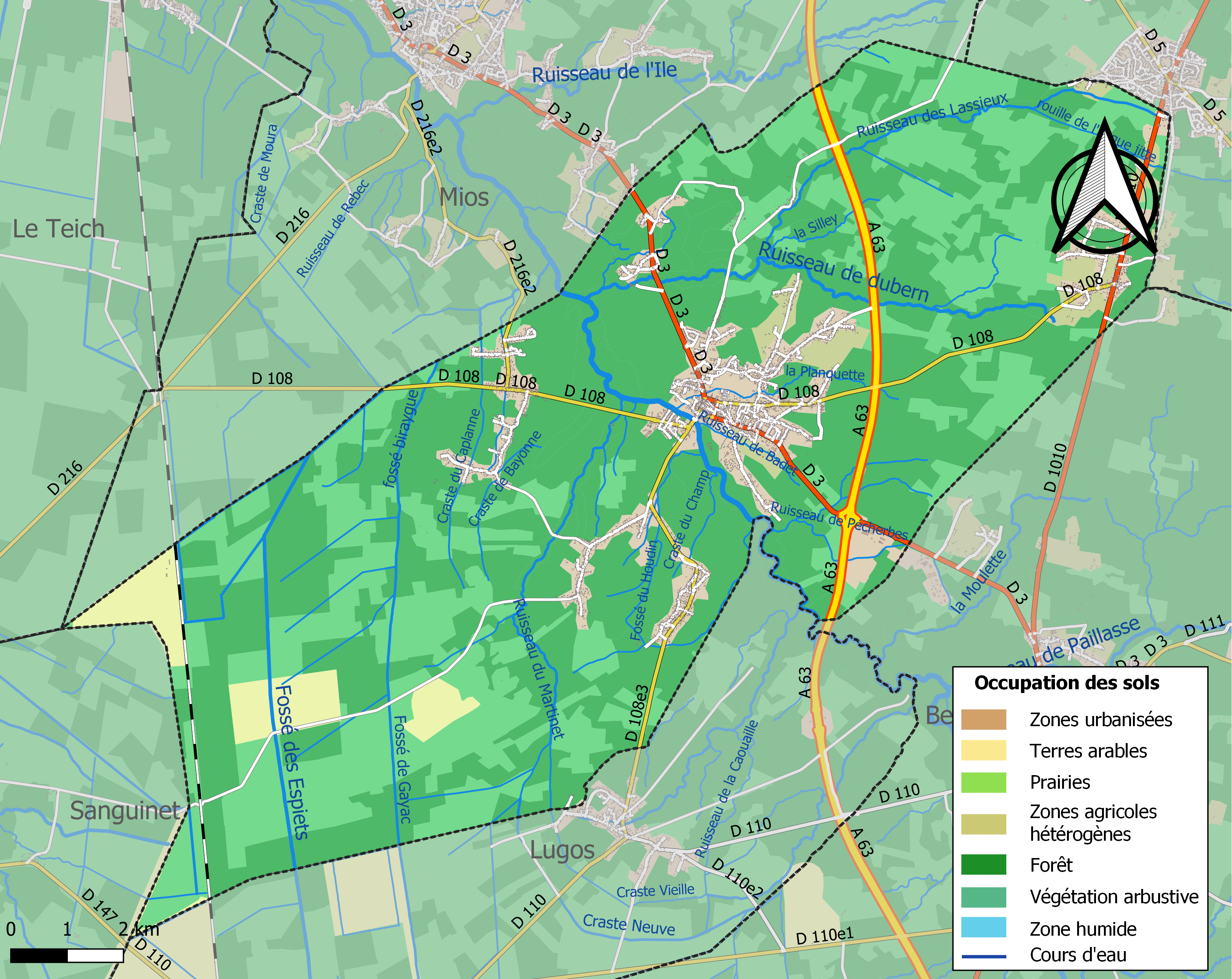
Kaart van de gemeente met belangrijkste infrastructuur, bodemgebruik en omliggende gemeenten

## Demografie
Onderstaande figuur toont het verloop van het inwonertal (bron: INSEE-tellingen).